# Нут (рід)
Нут (Cicer) — рід рослин з родини бобових (Fabaceae), єдиний у трибі Cicereae. Діапазон поширення: Північна й Північно-Східна Африка, Південна Європа, Азія. Його найвідомішим і єдиним одомашненим представником є нут звичайний (Cicer arietinum).

## Морфологічна характеристика
Це багаторічні чи однорічні, випростані чи лежачі трави чи кущики. Листя переважно перисто складне, кінцевий листок іноді видозмінений у вусик чи колючку; листочки зубчасті. Суцвіття пазушні, 1- чи малоквіткові. Трубка чашечки похила чи опукла, частки ≈ рівні. Плід сидячий, від видовженого до еліпсоїдного до лінійно-видовженого, роздутий. Насіння неправильно яйцеподібне.